# Tupiara ibirapitanga
Tupiara ibirapitanga is een haft uit de familie Baetidae. De wetenschappelijke naam van de soort is voor het eerst geldig gepubliceerd in 2003 door Salles, Lugo-Ortiz, Da-Silva & Francischetti.
De soort komt voor in het Neotropisch gebied.